# Bołharka (rejon rozdzielniański)
Bołharka (ukr. Болгарка) – wieś na Ukrainie w rejonie rozdzielniańskim obwodu odeskiego. Populacja 290 mieszkańców.